# Zollner Elektronik
Zollner Elektronik AG er en tysk producent af elektronik (EMS) med hovedkvarter i Zandt, Bayern. De har afdelinger i Tyskland, Ungarn, Rumænien, Kina, Tunesien, USA, Schweiz, Costa Rica og Hongkong.
Den familieejede virksomhed fabrikerer elektronik på kontrakt for virksomheder indenfor industrielektronik, baneteknik, bilindustri, medicinteknik, med flere.
Virksomheden er etableret af Manfred Zollner sen. i 1965.